# Talizmán
A talizmán bármilyen olyan tárgy, amelyik mágikus erővel rendelkezik, és arra való, hogy megvédjék, vagy meggyógyítsák azokat a személyeket, akiknek készítették, de rontásként árthatnak is másoknak. A talizmánok általában valaki által viselt hordozható tárgyak. Szoros kapcsolatban állnak az amulettekkel, szerepük nagyjából ugyanaz, de a formájuk és az anyaguk különböző. A talizmánok sokszor különféle tárgyak, pl. ruhák vagy fegyverek alakját veszik fel.

## Etimológia
A talizmán szó a francia talisman szóból ered; ez viszont az arab tilasm (طِلَسْم) szóból származik, amelynek az eredete pedig az ókori görög "telesma" (τέλεσμα) szó, amely "beteljesülést, vallási rítust, fizetséget" jelent. Ez a szó pedig a görög "teleō" (τελέω) szóból származik.